# Мазуренко Василь Петрович
Василь Петрович Мазуренко (25 квітня 1877 — 21.11.1937) — український громадсько-політичний і державний діяч, інженер-технолог, економіст.

## Біографія
Народився в слободі Криворіжжя (Криворядне) Донецького округу Області війська Донського(нині село Ростовської області РФ). Навчався в сільській та реальній школах. Революційну діяльність розпочав у соціалістичних учнівських гуртках (1892—1894) під керівництвом В.Кроніфельда, Б.Богучарського, В.Акимова (Махновця). Закінчив технологічний інститут у Санкт-Петербурзі (1904). Голова «Воронезького земляцтва», член української студентської громади в Санкт-Петербурзі. З 1901 — член Революційної української партії. За участь у студентських демонстраціях на деякий час був висланий до Полтави (1901). З 1904 належав до «Закордонного Комітету» РУП. Один із фундаторів та керівників Всеросійської селянської спілки (1905). Арештований і позбавлений права займати посади в державних та громадських установах (1905). Як викладач працював на кафедрі технології силікатів Петербурзького жіночого політехнічного інституту (1910—1917). Член Української соціал-демократичної робітничої партії.
Після Лютневої революції (1917) обраний до складу президії виконкому Петроградської ради робітничих депутатів, виконкому селянських депутатів Донщини (1917). Член Української Центральної Ради (1917—1918), обраний від Харківської губернії. Заступник генерального секретаря фінансів та радник народного міністерства фінансів Української Народної Республіки (листопад 1917 — березень 1918). Член ЦК УСДРП (1918). Товариш міністра фінансів Української Держави та УНР (1918—1919). В окремі періоди кілька разів був в. о. генерального секретаря (народного міністра) фінансів у кабінетах В.Винниченка (листопад 1917 — січень 1918) та В.Голубовича (березень 1918), а також — в. о. народного міністра фінансів УНР у кабінеті В.Чехівського (грудень 1918 — січень 1919).
Голова місії Української Народної Республіки в Італії та Австрії (1919). Член Австрійської комуністичної партії. Повернувся в Україну 1921. Разом із М.Чечелем та О.Жуковським вів переговори з керівництвом УСРР щодо можливого повернення в Україну групи українських соціалістів-революціонерів на чолі з М.Грушевським. Прийнятий до КП(б)У в січні 1922. Брав участь у роботі торгової місії УСРР (1921). Делегат Австрійської комуністичної партії на 3-му конгресі Інтернаціоналу Комуністичного (червень—липень 1921). Працював у Палаті мір і ваги в Харкові. Член редакційної колегії та співробітник часопису «Науково-технічний вісник» (Харків, 1926—28).
Репресований на початку 1930-х рр. у справі контрреволюційної організації «Український національний центр» Висланий до Алма-Ата (нині м. Алмати, Казахстан).
У 1937 страчений за рішенням «трійки» в Алма-Аті.
Реабілітований у жовтні 1957 за відсутністю складу злочину.

## Наукові праці
- «Die wirtschaftliche Selbststandigkeit der Ukraine in Zahlen» («Ukrainischer Pressedienst». Berlin, 1921).